# Osdorpergracht

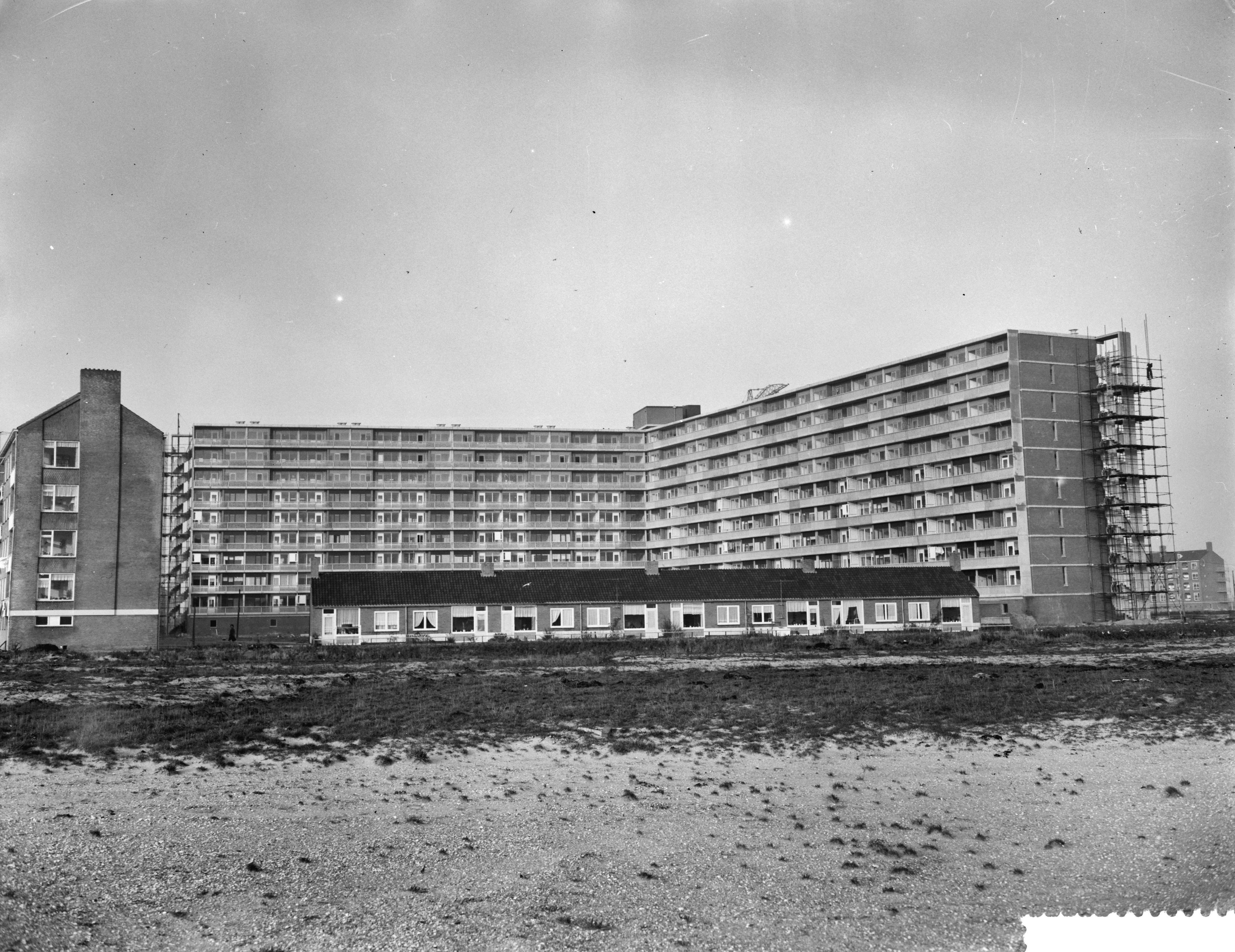
Gracht moet nog worden gegraven, 1959

De Osdorpergracht is een kort kanaal in de wijk Osdorp in de stad Amsterdam.
De gracht is gegraven bij de aanleg van de wijk en loopt van de Sloterplas, bij de flatgebouwen van Torenwijck, langs het Osdorpplein en de L. van Sonsbeeckstraat naar de Hoekenesgracht bij Tussen Meer. De gracht speelt een belangrijke rol in de afwatering van de wijk en maakt deel uit van de vaarroute van de Sloterplas naar de Slotervaart en de Ringvaart van de Haarlemmermeerpolder.
Er liggen vier bruggen over de Osdorpergracht: Voetbrug Osdorpergracht, brug 753 (straat Meer en Vaart), brug 764 (voetbrug tussen Osdorpplein en Groenpad) en brug 755 (Hoekenes). Een geplande maar nooit gebouwde brug in het niet  gerealiseerde hooggelegen tracé van het Geer Ban zou tussen brug 753 en 764 hebben moeten gelegen en naast de Osdorpergracht ook het Osdorpplein overspannen.   
Ten zuiden van het Osdorpplein, evenwijdig aan de Osdorpergracht, is in de 21e eeuw de straat Nieuwe Osdorpergracht aangelegd.
Er komt ook de Nieuwe Osdorpergracht waarover 2 bruggen die zal lopen van het Hoekenes naar de Don Boscostraat. De aanleg, die op zijn vroegst in 2026 zal starten, zal in twee gedeelten geschieden, eerst het westelijke deel waar de nieuwbouw al gereed is en daarna het tweede gedeelte.